# Shack
Shack – angielska grupa muzyczna grająca muzykę pop, założona przez braci Micka i Johna Head.
Zespół zadebiutował singlem "Thank You" w 1986 roku, a pierwszy album, Zilch, wydał w 1988 roku nakładem niezależnej wytwórni Ghetto Recording Company. Album zebrał pochlebne recenzje, jednak następny album, Water Pistol, ukazał się dopiero w 1995 roku. Niedługo potem zespół rozpadł się.
W 1998 roku zespół się reaktywował wydając do tej pory albumy H.M.S. Fable w 1999 roku, Here's Tom With the Weather i Fable Sessions w 2003 roku oraz ...The Corner of Miles & Gil w 2006 roku.

## Skład
- Mick Head – wokal, gitara
- John Head – gitara
- Peter Wilkinson – gitara basowa
- Iain Templeton – perkusja

## Dyskografia
- Zilch (1988)
- Water Pistol (1995)
- HMS Fable (1999)
- Here's Tom With the Weather (2003)
- Fable Sessions (2003)
- ...The Corner of Miles & Gil (2006)